# Volgorechensk
Huyện Volgorechensk (tiếng Nga: ? райо́н) là một huyện hành chính tự quản (raion), của Tỉnh Kostroma, Nga. Huyện có diện tích 3 km², dân số thời điểm ngày 1 tháng 1 năm 2000 là 18900 người. Trung tâm của huyện đóng ở Volgorechensk.